# Eleição municipal de Osasco em 2024
A eleição municipal de Osasco em 2024 teve o seu primeiro turno no dia 6 de outubro desse ano, no qual foram eleitos um prefeito, um vice-prefeito e 21 vereadores que serão responsáveis pela administração da cidade paulista no mandato a se iniciar em 1 de janeiro de 2025 e com término em 31 de dezembro de 2028. O prefeito titular é Rogério Lins (PODE), que não pode concorrer à reeleição por estar em seu segundo mandato consecutivo.

## Calendário eleitoral
| Início        | Fim           | Atividades | Status    |
| ------------- | ------------- | --- | --------- |
| 7 de março    | 5 de abril    | Janela partidária para vereadores trocarem de partido visando concorrer às eleições sem perder o mandato. | Realizado |
| 6 de abril    | 6 de abril    | Data-limite para todas as legendas e federações partidárias obterem o registro dos estatutos no TSE e para todos os candidatos terem domicílio eleitoral na circunscrição em que desejam disputar as eleições com a filiação deferida pelo partido. | Realizado |
| 15 de maio    | 15 de maio    | Início da campanha de arrecadação prévia de recursos na modalidade de financiamento coletivo para pré-candidatos, sem realização de pedidos de voto e obedecendo a regras relativas à propaganda eleitoral na Internet.                             | Realizado |
| 20 de julho   | 5 de agosto   | Realização de convenções partidárias para deliberar sobre coligações e escolher candidatos às prefeituras e aos cargos de vereador. Os partidos têm até 15 de agosto para registrar os nomes na Justiça Eleitoral.                                  | Realizado |
| 16 de agosto  | 16 de agosto  | Início das campanhas eleitorais de forma igualitária, podendo qualquer publicidade ou manifestação com pedido explícito de voto antes da data ser considerada irregular e multada.                                                                  | Realizado |
| 30 de agosto  | 3 de outubro  | Veiculação da propaganda eleitoral gratuita no rádio e na televisão. | Realizado |
| 6 de outubro  | 6 de outubro  | Realização do primeiro turno das eleições municipais. | Realizado |
| 11 de outubro | 25 de outubro | Veiculação da propaganda eleitoral gratuita no rádio e na televisão para o segundo turno. | Realizado |
| 27 de outubro | 27 de outubro | Realização de um eventual segundo turno nas cidades com mais de 200 mil eleitores em que o candidato a prefeito mais votado não tenha atingido a metade mais um dos votos válidos.                                                                  | Realizado |

## Candidatos à prefeitura
Entre os dias 20 de julho e 5 de agosto, segundo determina a lei eleitoral, os partidos definiram os seus candidatos que estão relacionados na tabela abaixo: 
| Nº | Prefeito(a)  | Prefeito(a)     | Prefeito(a)       | Vice-prefeito(a) | Vice-prefeito(a) | Vice-prefeito(a) | Vice-prefeito(a)    | Coligação Partido(s) | Ref.  |
| Nº | Candidato(a) | Candidato(a)    | Partido Federação | Candidato(a)     | Candidato(a)     | Candidato(a)     | Partido Federação   | Coligação Partido(s) | Ref.  |
| -- | ------------ | --------------- | ----------------- | ---------------- | ---------------- | ---------------- | ------------------- | --- | ----- |
| 13 |              | Emídio de Souza | PT FE Brasil      |                  |                  | Marilu Rodrigues | PSOL Fed. PSOL REDE | Osasco em Boas Mãos FE Brasil (PT, PCdoB e PV) e Federação PSOL REDE | [ 4 ] |
| 20 |              | Gerson Pessoa   | PODE              |                  |                  | Lau Alencar      | PSD                 | Coligação pra Seguir Cuidando de Osasco PODE, PSD, Republicanos, PP, PDT, MDB, PL, PRD, PRTB, MOBILIZA, Agir, PSB, UNIÃO, Avante, Solidariedade e Federação PSDB Cidadania | [ 5 ] |
| 29 |              | Glória Brito    | PCO               |                  |                  | Bruno Sousa      | PCO                 | Sem coligação | [ 6 ] |
| 30 |              | Dr Lindoso      | NOVO              |                  |                  | Dra Silvia       | NOVO                | Um NOVO Tempo para Osasco NOVO e DC | [ 7 ] |

## Resultados

### Prefeito
Fonte: TSE
| Candidato(a)            | Vice                    | 1º turno 6 de outubro de 2024 | 1º turno 6 de outubro de 2024 |
| Candidato(a)            | Vice                    | Votação                       | Votação                       |
| Candidato(a)            | Vice                    | Total                         | %                             |
| ----------------------- | ----------------------- | ----------------------------- | ----------------------------- |
| Gerson Pessoa (PODE)    | Lau de Alencar (PSD)    | 285.398                       | 75,28%                        |
| Emídio de Souza (PT)    | Marilu Rodrigues (PSOL) | 57.245                        | 15,07%                        |
| Dr Lindoso (NOVO)       | Dra Sílvia (NOVO)       | 35.474                        | 9,34%                         |
| Glória Brito (PCO)      | Bruno Sousa (PCO)       | 1.179                         | 0,31%                         |
| Total de votos válidos  | Total de votos válidos  | 379.896                       | 100%                          |
| → Votos válidos         | → Votos válidos         | 379.896                       | 88,41%                        |
| → Votos brancos         | → Votos brancos         | 19.567                        | 4,55%                         |
| → Votos nulos           | → Votos nulos           | 30.238                        | 7,04%                         |
| Total de votos          | Total de votos          | 429.701                       | 100%                          |
| → Total de votos        | → Total de votos        | 429.701                       | 72,52%                        |
| → Abstenções            | → Abstenções            | 162.858                       | 27,48%                        |
| Eleitores aptos a votar | Eleitores aptos a votar | 592.559                       | 100%                          |